# Bradypontius macginitei
Bradypontius macginitei is een eenoogkreeftjessoort uit de familie van de Artotrogidae. De wetenschappelijke naam van de soort is voor het eerst geldig gepubliceerd in 1986 door Eiselt.